# 費爾茨米爾斯 (紐約州)
費爾茨米爾斯（英語：Felts Mills）是位於美國紐約州傑佛遜縣的普查規定居民點。

## 人口
根據2020年美國人口普查的數據，費爾茨米爾斯的面積為1.55平方千米，當中陸地面積為1.52平方千米，而水域面積為0.03平方千米。當地共有人口473人，而人口密度為每平方千米305.16人。